# انتخابات الرئاسة الغواتيمالية 1944
انتخابات الرئاسة الغواتيمالية 1944 هي الانتخابات الرئاسية التي جرت في 1944، في غواتيمالا، فاز بالانتخابات خوان خوسيه أريفالو.